# Boys On Film 11: We Are Animals
Boys On Film 11: We Are Animals è un film antologico del 2014.
Undicesimo film della serie Boys On Film; come tutti i film precedenti è composto da cortometraggi di nazionalità diverse.

## Trama
Film ad episodi.
In We Are Animals, un ragazzo lotta contro il perfido dittatore che governa il suo stato.
In Burger, sia gay che etero frequentano un burger nella città di Cardiff.
In Alaska is a Drag, Leo, lavoratore in una piccola fabbrica di conserve di pesce in Alaska, è stanco del suo lavoro e della sua vita e sogna di lasciare la sua città.
In Tre somre, è raccontata la storia dell'improbabile attrazione tra una divorziata di mezza età ed un ragazzo.
In The Last Time I Saw Richard, Jonah e di Richard sono due ragazzi ricoverati in una clinica di salute mentale durante l'inverno del 1995. Questo corto è il prequel del film Boys in the Trees.
In Little Man, Elliott è costretto a dover ospitare il fratello per un fine settimana.
In For Dorian, il padre di un ragazzo affetto da sindrome di Down lotta per risvegliare le voglie sessuali negli adolescenti con disabilità.
In Spooners, una coppia di gay si mete in cerca di un nuovo materasso che sia più comodo del precedente.